# Schloss Saalhof
Schloss Saalhof är ett slott i Österrike.   Det ligger i distriktet Zell am See och förbundslandet Salzburg, i den centrala delen av landet, 280 km väster om huvudstaden Wien. Schloss Saalhof ligger 766 meter över havet.
Terrängen runt Schloss Saalhof är bergig åt sydväst, men åt nordost är den kuperad. Schloss Saalhof ligger nere i en dal som går i nord-sydlig riktning. Närmaste större samhälle är Zell am See, 4,6 km söder om Schloss Saalhof. 
Omgivningarna runt Schloss Saalhof är en mosaik av jordbruksmark och naturlig växtlighet. Runt Schloss Saalhof är det ganska glesbefolkat, med 34 invånare per kvadratkilometer.